# Taller in More Ways
Taller in More Ways este al patrulea album de studio al grupului muzical Sugababes, lansat de Island Records pe 31 octombrie 2005. A fost primit cu recenzii pozitive de la criticii de specialitate și s-a clasat pe locul 1 în clasamentul britanic al albumelor, precum și în top 10 în Austria, Elveția, Irlanda și Olanda. După plecarea lui Mutya Buena din formație la sfârșitul anului 2005, Amelle Berrabah i-a luat locul și a reînregistrat trei dintre piese, precum și una nouă, compusă alături de Buchanan și Range.